# Éric Benhamou (entrepreneur)
Pour les articles homonymes, voir Éric Benhamou et Benhamou.
 (janvier 2016).
Si vous disposez d'ouvrages ou d'articles de référence ou si vous connaissez des sites web de qualité traitant du thème abordé ici, merci de compléter l'article en donnant les références utiles à sa vérifiabilité et en les liant à la section « Notes et références ».
Éric Benhamou, né à Tlemcen en 1955, est un entrepreneur franco-américain, PDG de 3Com (Palm) entre 1990 et 2000.

## Biographie

### Études
Élevé dans une famille juive, il quitte l'Algérie en 1961 avec ses parents, qui s'installent à Grenoble, ville où il suit ses études. Il poursuit son cursus à Paris et obtient un diplôme d'ingénieur de l'École nationale supérieure d'arts et métiers (Ai. 172). En 1976, à l'âge de 20 ans, il part aux États-Unis et s'inscrit à l'université Stanford. Il en sort avec une maîtrise en sciences.

### L'aventure avecPalm
Il travaille quelques années chez Zilog, l'un des pionniers des microprocesseurs, puis créé avec des amis, en 1981, sa propre entreprise, Bridge Communications, spécialisée dans les technologies de réseau informatique. Il en est le vice-président quand la société est rachetée par 3Com en 1987. Trois ans plus tard, il devient PDG de 3Com, qu'il dirige entre septembre 1990 et décembre 2000. Il s'illustre notamment en rachetant en 1997 la société U.S. Robotics et en développant les activités autour des assistants personnels sous Palm OS.

### La reconnaissance
Considéré comme un entrepreneur hors pair, il obtient en 1997 le prix Nessim-Habif de l'École nationale supérieure d'arts et métiers et entre la même année au Conseil pour les technologies de l'information du président américain Bill Clinton. En 1998, il reçoit la médaille d'honneur d'Ellis Island qui récompense aux États-Unis les immigrants les plus méritoires.
Après avoir quitté 3Com, il siège aux conseils d'administration de l'INSEAD, de l'université Stanford et de l'université Ben-Gourion du Néguev. Il a créé en 2003 son cabinet d'investissement, Benhamou Global Ventures, et participe au comité de direction de RealNetworks. 
Depuis 2007, il est membre de l'Académie des technologies.
Il est également président de la fondation American Friends of Arts et Metiers ParisTech.

## Mandats actuels
- Président du cabinet d'investissement Benhamou Global Venture
- Membre du comité de direction de RealNetworks
- Président de la fondation American Friends of Arts et Metiers ParisTech
- Membre du conseil d'administration de l'INSEAD
- Membre du conseil d'administration de l'université Stanford

## Autres mandats échus
- Chairman et CEO de 3Com (Palm)
- Président du Comité pour les technologies de l'information de Bill Clinton

## Distinctions
- Prix Nessim-Habif (1997)
- Médaille d'honneur d'Ellis Island